# Wikrowo (Gronowo Elbląskie)
Wikrowo (deutsch Wickerau) ist ein Dorf in der Landgemeinde Gronowo Elbląskie (Grunau) im Powiat Elbląski (Elbing) der Woiwodschaft Ermland-Masuren im Norden Polens. Der Ort hat etwa achtzig Einwohner.

## Geographische Lage
Es liegt etwa sieben Kilometer nördlich von Gronowo Elbląskie, neun Kilometer nordwestlich von Elbląg und 88 Kilometer  nordwestlich der Woiwodschaftshauptstadt Olsztyn (Allenstein).

## Geschichte
Vor 1945 gehörte Wickerau zu Ostpreußen, danach kam der Ort zu Polen und bekam die polnische Namensform Wikrowo. In den Jahren 1975–1998 gehörte der Ort administrativ zur Woiwodschaft Elbląg. Das Unternehmen Güntner errichtete hier eine 660 m² große Lagerhalle für Möhren des Unternehmens Greengrow.